# Conus pyrula
Conus pyrula é uma espécie de gastrópode do gênero Conus, pertencente a família Conidae.